# Goães (Vila Verde)
Goães é uma povoação portuguesa do Município de Vila Verde que foi sede da extinta Freguesia de Goães, freguesia que tinha 3,57 km² de área e 546 habitantes (2011), e, por isso, uma densidade populacional de 152,9 hab/km².
A Freguesia de Goães foi extinta (agregada) em 2013, no âmbito de uma reforma administrativa nacional, tendo o seu território sido agregado ao das Freguesias de Duas Igrejas, Rio Mau, Godinhaços, Pedregais, Azões e Portela das Cabras, para formar uma nova freguesia denominada União das Freguesias da Ribeira do Neiva.

## População
| População da freguesia de Goães | População da freguesia de Goães | População da freguesia de Goães | População da freguesia de Goães | População da freguesia de Goães | População da freguesia de Goães | População da freguesia de Goães | População da freguesia de Goães | População da freguesia de Goães | População da freguesia de Goães | População da freguesia de Goães | População da freguesia de Goães | População da freguesia de Goães | População da freguesia de Goães | População da freguesia de Goães |
| ------------------------------- | ------------------------------- | ------------------------------- | ------------------------------- | ------------------------------- | ------------------------------- | ------------------------------- | ------------------------------- | ------------------------------- | ------------------------------- | ------------------------------- | ------------------------------- | ------------------------------- | ------------------------------- | ------------------------------- |
| 1864                            | 1878                            | 1890                            | 1900                            | 1911                            | 1920                            | 1930                            | 1940                            | 1950                            | 1960                            | 1970                            | 1981                            | 1991                            | 2001                            | 2011                            |
| 565                             | 489                             | 480                             | 534                             | 559                             | 533                             | 624                             | 692                             | 674                             | 675                             | 571                             | 561                             | 594                             | 598                             | 546                             |

## História
Goães pertenceu ao concelho de Penela do Minho, com sede na freguesia de Portela das Cabras. Em 1855 passou para o concelho (atual município) de Vila Verde.

## Lugares
Além da sede, a Freguesia de Goães compreendia os seguintes lugares: Aldeia, Amarela,Assento, Borrainho, Boucinha, Calçaperra, Carrapata, Casa Nova, Casais, Caselho, Cedofeita, Costeira, Coura, Eirinhas, Fonte Fria, Gestosa, Guarda e Leiras, Hospital, Loureiro, Monte da Ribeira, Monte e Pico, Montinho, Mourisco, Outeiro, Quintães, Residência, Ribeira, Ribeiro, Rimos, Sandelhas, Santo Tirso, Soutelo, Trigães, Veiga e Vilar.